# Страсбур-Виль
Страсбу́р-Виль или дословно Страсбур-город (фр. Strasbourg-Ville) — упразднённый округ в департаменте Нижний Рейн, регион Эльзас на северо-востоке Франции. Префектура — Страсбур.
Население округа Страсбур-Виль в 2006 году составляло 272 975 человек. Плотность населения — 3500 чел./км². Площадь округа составляет 78 км².

## Кантоны
До 1962 года состоял из кантонов:
- Страсбур-Нор
- Страсбур-Сюд
- Страсбур-Уэст
- Страсбур-Эст

С 1962 года административно округу подчинены 10 кантонов: 
- Страсбур-1
- Страсбур-2
- Страсбур-3
- Страсбур-4
- Страсбур-5
- Страсбур-6
- Страсбур-7
- Страсбур-8
- Страсбур-9
- Страсбур-10

После реформы в марте 2015 года округ упразднён, часть кантонов упразднены, а первые 6 кантонов преобразованы и переданы в состав округа Страсбур.